# Gânțaga
Gânțaga – wieś w Rumunii, w okręgu Hunedoara, w gminie Bretea Română. W 2011 roku liczyła 282 mieszkańców.